# カリフォルニア州立大学フレズノ校

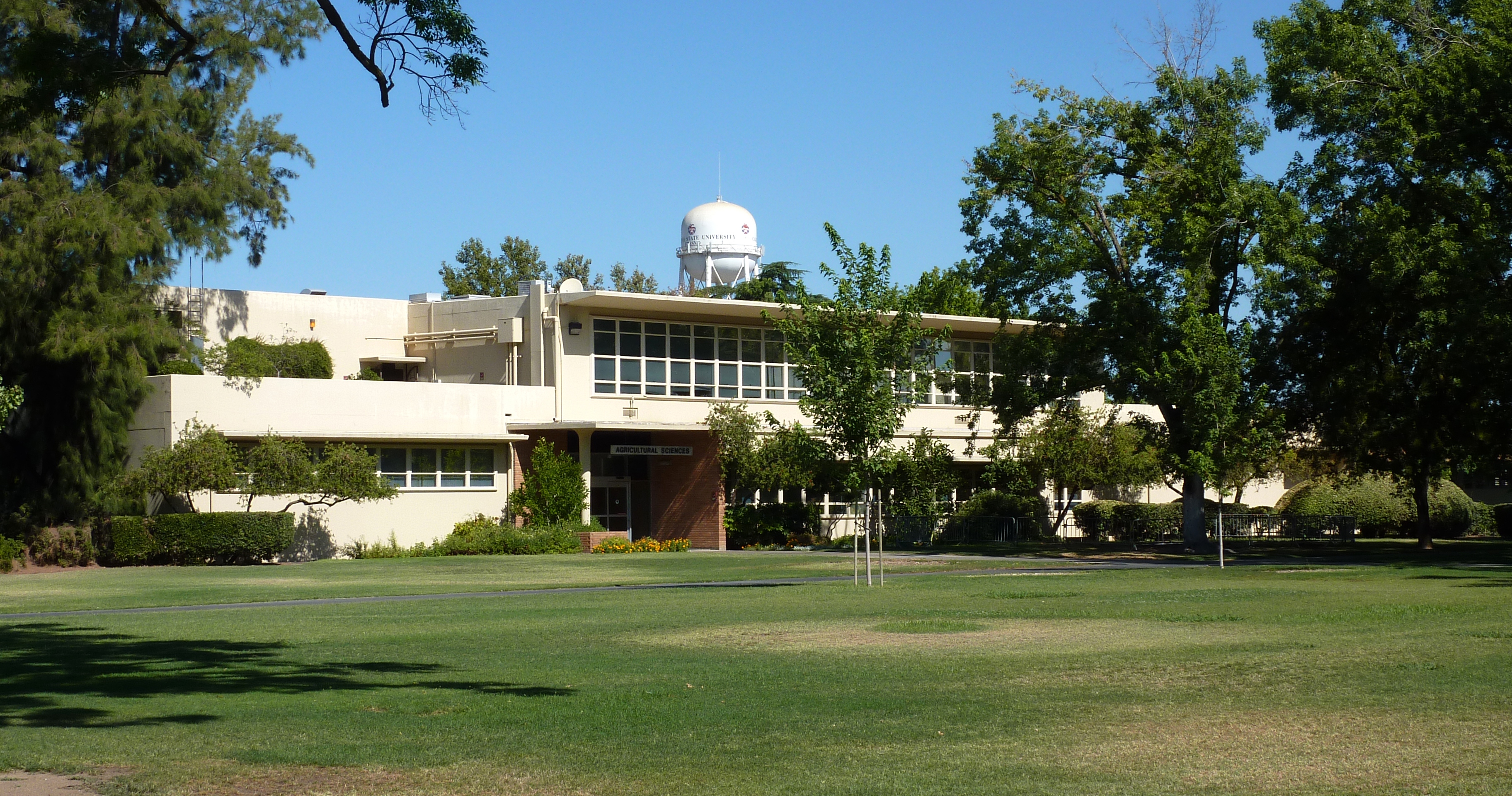
Agriculture Building

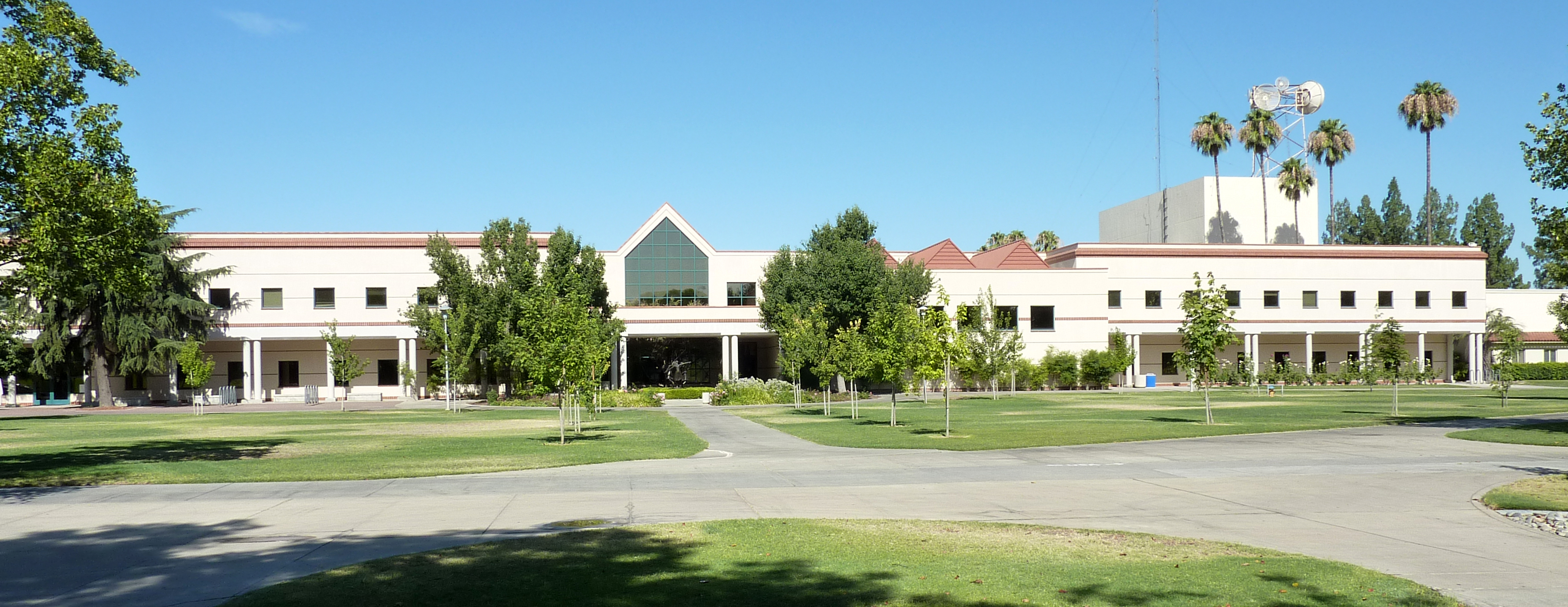
Music Building

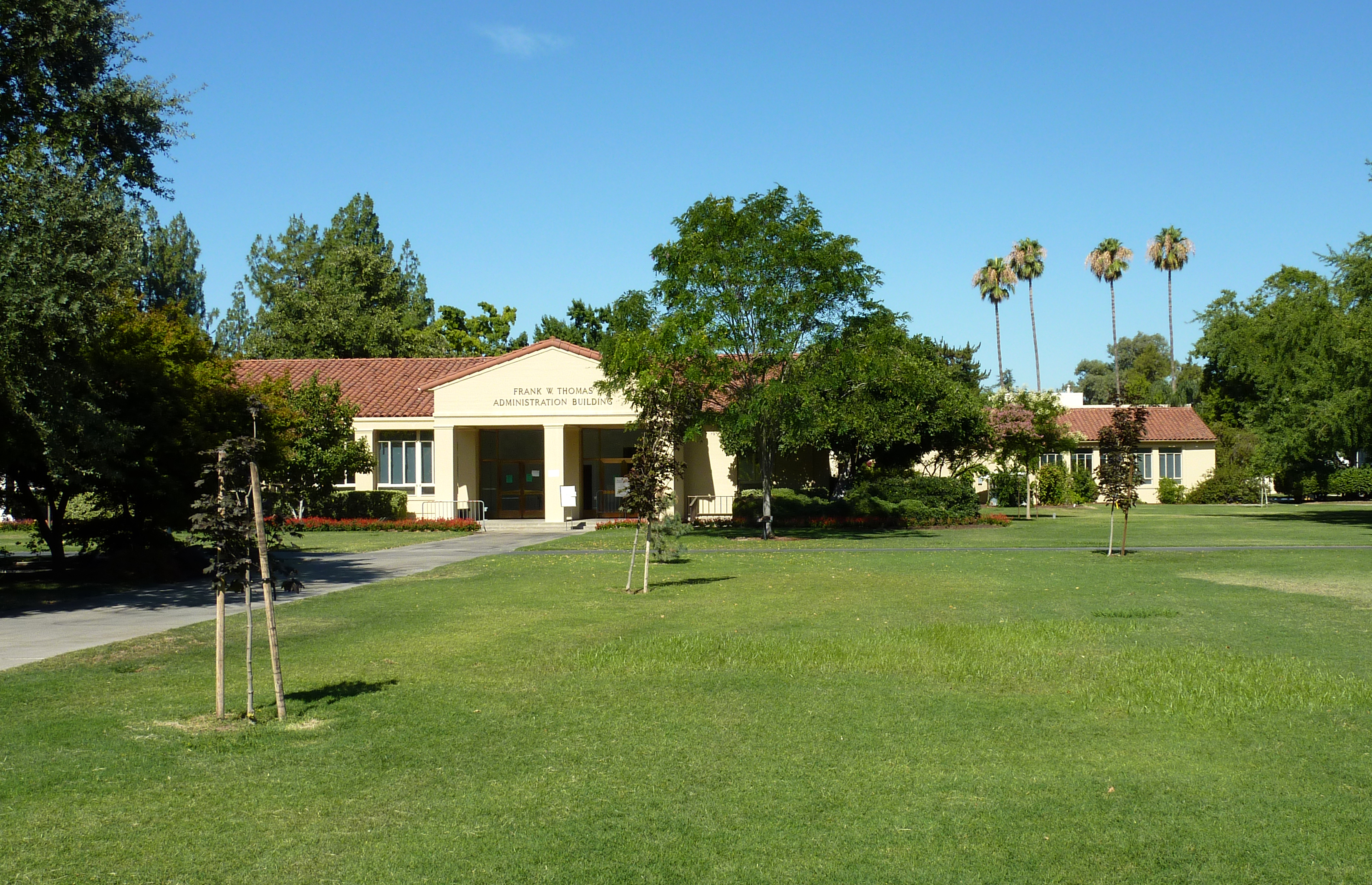
Frank W. Thomas Administration Building

カリフォルニア州立大学フレズノ校（英称:California State University, Fresno）は、カリフォルニア州フレズノ市に本部を置くアメリカの州立大学。1911年に設置された。カリフォルニア州立大学（California State University）システムの一校である。

## 概要
8学部56学科および大学院教育プログラム（修士課程、博士課程）を提供。ビジネス学部、工学部、運動科学部、農学部、犯罪学部などの多くの学部が存在する。ランク的にはカルフォルニア州立大学の中でも中クラスにあたる。また教育学部は、カリフォルニア大学デービス校と連携し、教員養成プログラムを提供している。大学所属の農場や牧場も加えると1400エーカーの敷地を有する、全米でも最大級の広大なキャンパスが広がる。
一般的には略称・愛称であるFresno Stateと呼称される。そのため、日本国内ではフレズノ州立大学と表記される場合がある。また、世界で活躍する著名人も数多く卒業している。スポーツでは野球、アメリカンフットボールやバスケットボールが盛んで、全米において応援マスコットである「Fresno State Bulldog」が有名。

## 施設
2009年に完成したHenry Madden Libraryは100万冊の蔵書を誇り、CSUの中で3番目の規模を持つ図書館である。

## 特色
高校生時から特に学業などに優秀な学生に対してはSmitt Camp Family Honor Collegeと呼ばれる奨学金を給付しており、これに選ばれた学生は4年間奨学金生として授業料（寮費、必要経費等）の支払いが全額免除され卒業時にPresident Scholar(学長奨学生）としてメダルを授与される。

## スポーツ
フレズノ校のスポーツ・チームは、ブルドッグス (Bulldogs) と呼ばれる。

### 野球
2008年、野球のメンズ・カレッジ・ワールドシリーズ決勝戦でジョージア大学を破り初優勝を果たした。そのブルドッグスで2011年から13年までプレーしたアーロン・ジャッジの背番号「29」は大学の永久欠番になっている。

## 出身著名人
- ポール・ヘンリー・オニール（政治家、2001-2003 ジョージ・W・ブッシュ政権で財務長官を務めた）
- リック・ハズバンド（アメリカ航空宇宙局NASA、スペースシャトル「コロンビア」船長）
- スティーブン・アバス（レスリング選手、総合格闘家）
- ダバンテ・アダムス（NFL選手）
- デビッド・カー（NFL選手）
- デレック・カー（NFL選手）
- トレント・ディルファー（NFL選手）
- レジー・ブラウン（NFL選手）
- スティーブン・ベイカー（NFL選手）
- ライアン・マシューズ（NFL選手）
- ロバート・マローン（NFL選手）
- ジェイク・ヘイナー（NFL選手）[5]
- ポール・ジョージ（NBA選手）[6]
- レイファー・アルストン（NBA選手）
- マーヴェル・ハリス（バスケットボール選手）[7][8]
- ジェフ・ウィーバー（野球選手）
- ジャレッド・フェルナンデス（野球選手）
- マット・ガーザ（野球選手）
- ボビー・ジョーンズ（野球選手）
- ダグ・フィスター（野球選手）
- テリー・ペンドルトン（野球選手）
- ケーシー・マギー（野球選手）
- アーロン・ジャッジ（野球選手、2017年 本塁打王 新人王、2022年シーズンMVP）
- 青江覚峰（日本の僧侶、「向源」や「暗闇ごはん」などを運営）
- 金子恵美（衆議院議員）
- 森山美知子（看護学者、広島大学教授）